# Élections européennes de 1984 en Irlande
Les élections européennes se sont déroulées le 17 juin 1984 pour désigner les 15 députés européens Irlandais du Parlement européen.  Les élections ont été organisées selon le système du scrutin à vote unique transférable avec vote préférentiel. Pour l'Irlande du Nord, voir la section britannique correspondante.

## Résultats
| Parti | Parti                       | Chef du parti         | Voix de première préférence | %    | ± %  | Sièges | ±   |
| ----- | --------------------------- | --------------------- | --------------------------- | ---- | ---- | ------ | --- |
|       | Fianna Fáil                 | Charles James Haughey | 438 946                     | 39,2 | +4,5 | 8      | +3  |
|       | Fine Gael                   | Garret FitzGerald     | 361 034                     | 32,2 | –0,9 | 6      | +2  |
|       | Parti vert                  |                       | 5 242                       | 0,5  | N/A  | 0      | N/A |
|       | Sinn Féin                   | Gerry Adams           | 54 672                      | 4,9  | N/A  | 0      | N/A |
|       | Parti travailliste          | Dick Spring           | 93 656                      | 8,3  | –6,2 | 0      | –4  |
|       | Parti des travailleurs      | Tomás Mac Giolla      | 48 449                      | 4,3  | +1,0 | 0      | 0   |
|       | Indépendants du Fianna Fáil | Neil Blaney           | 32 504                      | 2,9  | –3,2 | 0      | –1  |
|       | Indépendants                |                       | 85 913                      | 7,7  | –0,6 | 1      | 0   |
| Total | Total                       | Total                 | 1 632 728                   | 100  | –    | 15     | –   |

## Analyse
Victoire des conservateurs et de leurs alliés très largement. Désaveu envers les travaillistes qui perdent tous leurs sièges. Les libéraux accusent également un recul de près d'un point. Apparition d'un groupe politique écologiste obtenant un demi pour cent. Les nationalistes obtiennent eux 5 % des voix mais aucune représentation. 